# Tadeusz Konarski (samorządowiec)
Tadeusz Konarski (ur. 6 grudnia 1924, zm. 16 lipca 2000) – samorządowiec, przewodniczący Miejskiej Rady Narodowej w Toruniu w latach 1954–1959 i 1963–1974.

## Życiorys
Urodził się w 1924 roku. Dwukrotnie został wybrany przewodniczącym Miejskiej Rady Narodowej (1954–1959 i 1963–1974). Podczas dwóch kadencji urzędowania kontynuował rozbudowę miasta. Podczas jego rządów powstało wiele dużych zakładów przemysłowych, m.in. „Elana”, „Merinotex”, „Bumar”, „Toral”, hotele „Kosmos” i „Helios”. Została także opracowana koncepcja renowacji Starego Miasta.
Wspierał Uniwersytet Mikołaja Kopernika, m.in. zabiegając z powodzeniem o budowę miasteczka akademickiego na Bielanach. Był inicjatorem budowy Szpitala Wojewódzkiego oraz stadionu miejskiego. Zlecił opracowanie i realizację projektu przebudowy Bulwaru Filadelfijskiego.
Zmarł 16 lipca 2000 roku w Toruniu. Został pochowany na Centralnym Cmentarzu Komunalnym w Toruniu.